# Grime
Grime je hudební žánr, který je součástí britské urban music. Začal se rodit v Londýně, v městských částech, jako jsou Bow, Hackney, West Ham a East Ham. Odtud také pochází většina tvorby a odtud začal pár let po roce 2000 pronikat.
Vykrystalizoval z UK garage na začátku nynějšího tisíciletí v jižním Londýně. Zvukově se příliš nevzdaluje UK garage. Na české scéně je často spojován s dubstepem, je ale o poznání dynamičtější, protože kombinuje různé prvky jiných hudebních stylů (hip hopu, reggae aj.); většinou je rychlejší (140 bpm). Můžeme se k němu dostat jak v instrumentální podobě (charakteristická bývá podobně jako u dubstepu hutná basová linka), tak v podobě vokální. Oproti hip hopu rýmy často končí stejným slovem, což však není pravidlem. Jiný význam má také freestyle, který bývá směsicí autorových známých, tedy připravených textů. Protože jsou freestyleové souboje (battle, clash) hlavně kvůli hudebnímu základu energičtější, není na tom nic překvapujícího.
Nejvýraznějšími představiteli grimeové muziky jsou například Wiley, Kano, Lethal Bizzle, Roll Deep Crew, Boy Better Know, The M.o.v.e.m.e.n.t., Smack One v čele s Ghettem, Dizzee Rascal, Tempa T, Little T, Young J a mnozí další.
I grime má své odnože, například rythm'n'grime – kombinace jemnějšího r'n'b a tvrdé grime music. Mezi nejznámější r'n'g hity patří např. Kanův hit "This Is the Girl" s Craig Davidem nebo tvorba Tinchy Strydera, hlavního představitele party Ruff Sqwad. Protože grime vychází z UK Garage, často je slyšet společně s ostatními hudebními styly, jako je bassline, 2-step, UK funky nebo zmíněný dubstep. Popularita grime music je patrná především mezi mladou britskou generací, v posledních letech však obliba roste a grime se dostává do dalších, zejména evropských zemí. Řada britských interpretů pak přibližně od roku 2009 vstupuje pravidelně do hitparád, ale ve srovnání s původní grime music jde většinou o „slabší odvar“ a líbivější pojetí grimeu (Chipmunk, Tinie Tempah, část tvorby Roll Deep Crew a Wileyho, Dizzee Rascal, Skepta...).
Pokud jde o grime a ČR, do Česka se v minulosti podívala část Roll Deep Crew, Skepta z Boy Better Know, The M.o.v.e.m.e.n.t., Dot Rotten, Kano, Ghetts, Black The Ripper, Lil Nasty, Marger, Chronik, Merky ACE, G Man…, producenti Rude Kid, Spooky, Royal-T… nebo částečně grimeový Sway a řada dalších. Na kmotra grimeu Wileyho stále ještě čekáme.

## Nejznámější interpreti
- Newham Generals
- Wiley aka Eskiboy
- Roll Deep Crew
- Skepta
- Stormzy
- Lethal Bizzle
- Kano
- Dizzee Rascal
- Jammer
- Big H
- Durrty Goodz
- Terror Danjah
- Ghetto
- Scorcher
- Ruff Sqwad
- Durrty Goodz
- JME
- The Streets
- Virus Syndicate
- Frisco
- Tinchy Stryder
- Plan B
- Tempa T
- Scruface
- Kozzie
- Marger
- Merky Ace
- Scrufizzer
- Tempa Freeman
- Smack
- Gleb
- Young J

## Čeští interpreti
- Tubs
- Brejchus Pavián
- Joshua
- Barenz
- Iscream (Shadow D, Smack)
- Johnny Násilník
- B.O.P.
- Plio
- Plastic Riderz
- Proud
- Rook
- Wako
- RookSquad
- Štverec
- Waitek
- WZ
- Insane
- RumKid
- Tchagun
- Dony Dee
- Smack
- Step Forward
- KlapManOner
- FTH Stylin (Dony Dee, KlapManOner, Peman Selekta)
- Peman Selekta
- Pain
- Ridig
- Brausch
- Batrs
- SoudceDredd
- Way Dope
- Shadow D
- Řáhol (Tommy Haze)
- Mike Bee
- Infinity Mandem (Štverec, Waitek, RumKid, Blackout)
- Dots – Darkside Of The Sun (Pain, Ridig, Braush, Batrs)
- BBM (Skilla, Bergy Don)
- Sputnik
- Elise Juuu